# تینا مودوتی
تینا مودوتی (= ۱۸۹۶ - ۱۹۴۲م Tina Modotti) عکاس، مدل، بازیگر، کنشگر  سیاسی ایتالیایی بود.

## زندگی و پیشه
مودوتی با نام کامل آسونتا آدلائید لویجیا مودوتی موندینی(Assunta Adelaide Luigia Modotti Mondini) در اودین ایتالیا متولد شد. او در ۱۹۱۳ درحالی‌که ۱۶ سال داشت ایتالیا را به مقصد آمریکا ترک کرد تا در سان فرانسیسکو به پدرش ملحق شود. مودوتی در آغاز بازیگری را در اجراهایی تجربه کرد که از سوی جامعه مهاجران ایتالیایی در آمریکا ترتیب داده می‌شد. در سال‌های پایانی دهه ۱۹۱۰ و سال‌های ۱۹۲۰ تینا در چند نمایش، اپرا و نیز چندین فیلم سینمایی صامت ایفای نقش کرد. طی همین سال‌ها او به عنوان مدل نیز تجربیاتی به دست آورد.
در ۱۹۱۸ او رابطه‌ای را با شاعر و هنرمند آمریکایی روبیا 'روبو' دابری ریچی (Roubaix "Robo" de l'Abrie Richey) آغاز کرد. روبو در حقیقت کشاورز زاده‌ای از اورگون بود که تحت تأثیر جریانات هنری روز نام حقیقی خود، روبی، را به نام غیر متعارف روبیا تغییر داده بود. مودوتی به همراه او به لوس آنجلس نقل مکان کرد تا حرفه اش را در صنعت سینما دنبال کند. این دو طی زندگی مشترک خود به عنوان زن و شوهر شناخته می‌شدند اما هرگز به‌طور قانونی ازدواج نکردند.

تینا در فیلم‌هایش اغلب نقش زن افسونگر(femme fatale)را داشت. حرفه بازیگری او در ۱۹۲۰ با فیلم پوست ببر (Tiger's Coat) به اوج خود رسید.
مودوتی و ریچی با گروهی از هنرمندان متفاوت (اصطلاحاً bohemian artists)آشنا شدند. ریکاردو گومز روبلو (Ricardo Gomez Robelo) و ادوارد وستن (Edward Weston) از جمله آن هنرمندان بودند.

## عکاسی
عده‌ای معتقدند مودوتی به هنگام کودکی در ایتالیا از طریق عمویش پیترو مودوتی (Pietro Modotti)با عکاسی آشنا شد. عموی او یک استودیوی عکاسی داشت. بعدها پدر تینا هم برای مدت کوتاهی یک استودیوی عکاسی در سان فرانسیسکو راه اندازی کرد. تینا به هنگام اقامت در لوس آنجلس با زوج عکاس ادوارد وستن و مارگارت متر (Margrethe Mather)آشنا شد. این رابطهٔ مودوتی و وستن بود که تینا ر ابه یک عکاس هنری و مستند قابل توجه تبدیل کرد. در سال ۱۹۲۱ مودوتی محبوب‌ترین مدل برای عکس‌های وستن و کمی بعد تر معشوق او بود. ریکاردو گومز روبلو که سرپرست دپارتمان هنرهای زیبای در وزارت آموزش مکزیک شده بود، با پیشنهاد کار و یک استودیوی مناسب روبو را ترغیب کرد تا به مکزیک مهاجرت کند.
روبو در ۱۹۲۱ به مکزیک رفت و غافل از رابطهٔ بین مودوتی و وستن، تعدادی از کارهای وستن را نیز با خود برد تا در مکزیکو نمایشگاه مشترکی از آثار خود و او برپا کند. در فوریه ۱۹۲۲ مودوتی در راه رسیدن به مکزیکو و ملحق شدن به روبو بود که خبر مرگ او را شنید. تینا، آشفته از مرگ روبو و در جستجوی طرز نگاه او در آثار عکاسی به جا مانده اش نمایشگاهی دو هفته‌ای از آثار روبو و وستن در آکادی ملی هنرهای زیبای مکزیکو سیتی برپا کرد. او به دنبال مرگ پدر به سان فرانسیسکو بازگشت تا در ژوئیه ۱۹۲۳ به همراه وستن و پسر او چندلر دوباره به مکزیکو بازگردد. وستن همسرش فلورا و سه فرزند دیگرش را در آمریکا باقی گذاشت. او در قبال آموزش و هدایت مودوتی در عکاسی، ادارهٔ استودیویش را بدون پرداخت حقوق به تینا واگذار کرد.

عکاس مکزیکی، مانوئل آلوارز براوو (Manuel Alvarez Brav) دوران عکاسی مودوتی را به دوره رمانتیک و دوره انقلابی تقسیم می‌کند. دوره اول زمانی را شامل می‌شود که مودوتی برای وستن به عنوان دستیار در تاریک خانه، مدیر در استودیو و در نهایت همراه خلاق در عکاسی کار می‌کرد. این دو یک استودیوی تخصصی پرتره تأسیس کردند و به سفارش آنیتا برنر(Anita Brenner) طی سفری در سراسر مکزیک برای کتاب برنر به نام بت‌ها در پس محراب (Idols Behind Altars) عکاسی کردند. میزان مشارکت این دو در پروژه مورد توافق نیست، برت وستن (Brett Weston) پسر ادوارد که این دو را در این سفر همراهی کرده بود، اعلام داشت که تنها وستن برای کتاب عکاسی کرده بود.

در کل جهت‌گیری کارهای وستن را می‌توان تلاش برای خلق آثاری آبستره متأثر از مناظر طبیعی و هنر محلی مکزیک دانست. از آنسو مودوتی شیفته مردم مکزیک بود. او تلاش داشت این علاقه انسانی را با نوعی زیبایی شناسی مدرن بیامیزد. مودوتی در مکزیک با گروهی از هنرمندان و فعالان سیاسی اجتماعی آوانگارد آشنا شد. او با مستندسازی آثار بزرگانی همچون خوزه کلمنت اوروزکو(José Clemente Orozco) و دیگو ریورا(Diego Rivera) به نقاش منتخب هنرمندان سبکِ در حال شکوفایی نقاشی دیواری (mural movement) مکزیک تبدیل شد. واژگان تصویری مودوتی طی این دوران هر چه بیشتر غنی شد. تجربیاتی مبتنی بر فرم او با معماری، فضاهای داخلی، گل، محیط و منظر شهری و به ویژه تصاویر شاعرانه اش از دهقانان و کارگران محصول همین واژگان غنی بصری هستند. نمایشگاه مودوتی در کتابخانه ملی به سال ۱۹۲۹ را نخستین نمایشگاه عکس انقلابی در مکزیک می‌دانند.

وستن و مودوتی به سرعت جذب فضای هنری پایتخت شدند و با بهره‌گیری از روابط گسترده‌شان کسب و کار پر رونقی در عکاسی پرتره به راه انداختند. در همین دوران او با چند شخصیت رادیکال سیاسی و کمونیست آشنا شد. سه تن از رهبران حزب کمونیست مکزیک نیز در میان این گروه بودند: خاویر گوئرورو(Xavier Guerrero)، خولیو آنتونیو مللا (Julio Antonio Mella)و ویتوریو ویدالی (Vittorio Vidali). در نهایت این هر سه نفر با مودوتی درگیر رابطه عاطفی شدند.
در ۱۹۲۷ مودوتی به حزب کمونیست مکزیک پیوست. در این زمان گرایشات او در عکاسی به وضوح تغییر کرده بود، اکنون سیاست الهام بخش آثار عکاسی او بود. در ضمن در همین سال‌ها بود که آثار او در نشریات متعددی به چاپ رسید از جمله در نشریه تندروی El Machete.

## فعالیت سیاسی
در همین دوره، تناقضات سیاسی و اقتصادی در مکزیک و در واقع بسیاری از مناطق آمریکای مرکزی و جنوبی تشدید شد و این شامل سرکوب شدید مخالفان سیاسی بود. در تاریخ ۱۰ ژانویه ۱۹۲۹، رفیق و همراه مودوتی، خولیو آنتونیو مللا ترور شد، به نظر می‌رسد او توسط مأموران دولت کوبا ترور شده بود. اندکی بعد تلاشی در جهت ترور رئیس جمهور پاسکال اورتز روبیو (Pascual Ortiz Rubio) صورت گرفت. مودوتی، که از طرف پلیس سیاسی ایتالیا و مکزیک به عنوان عنصر نامطلوب شناخته می‌شد، در جریانی هماهنگ از سوی نشریاتی با مفاهیم ضد مهاجران و ضد کمونیسم در باب هر دو جرم زیر سؤال رفت. این نشریات او را ب عنوان یک جانی بی رحم و خونخوار تصویر کردند. (بعدها مجرمان حقیقی هر دو پرونده شناسایی شدند)

در پی اقدامات ضد کمونیستی دولت مکزیک، مودوتی از مکزیک اخراج شد، او تحت‌الحفظ با کشتی به روتردام فرستاده شد. تلاش‌های دولت فاشیست ایتالیا برای استرداد او به عنوان خرابکار تحت تعقیب نتیجه نداد. ویزای محدود او مقصد نهایی را ایتالیا معرفی می‌کرد اما او در آلمان توقف کرد و از آنجا به سوییس رفت. به نظر می‌رسد او در تلاش برای پیوستن به نیروی مقاومت ضد فاشیستی تصمیم داشت به ایتالیا بازگردد. اما اوضاع سیاسی در آلمان رو به وخامت می‌رفت از این رو در ۱۹۳۱ مودوتی به توصیه ویدالی به مسکو مهاجرت کرد. از این پس گزارش معتبری از عکاسی کردن تینا مودوتی در دست نیست.

## مرگ
در ۱۹۴۲ دوست نزدیک تینا، هانس مایر (Hannes Meyer)معمار سوییسی، درمکزیکو سیتی مهمان او بود. تینا در این زمان بر اثر نارسایی قلبی در گذشت. برخی شرایط مرگ او را مشکوک ارزیابی کردند. از جمله ریورا که معتقد بود ویدالی مرگ او را برنامه‌ریزی کرده بود تا آنچه مودوتی از فعالیت‌های ویدالی در اسپانیا می‌داند، ناگفته باقی بماند. اما در کالبد شکافی علت مرگ او طبیعی اعلام شد.
آرامگاه او در قبرستان بزرگ پانتئون دو لورس در مکزیکو سیتی واقع است. پابلو نرودا در رثای او شعری سرود. بخشی از این شعر به همراه رلیفی از پرتره مودوتی اثر لئوپولد مندز(Leopoldo Méndez)روی سنگ قبر او نقر شده‌است.

## نمایشگاه‌ها
کار مودوتی در ایالات متحده زمانی مورد توجه قرار گرفت که ۹۰ نسخه از آثارش در سال ۱۹۹۶ در موزه هنر فیلادلفیا به نمایش گذاشته شد. مارتا چهرودی(Martha Chahroudi)، متصدی عکاسی موزه این نمایشگاه را سازماندهی کرده بود. به منظور جمع‌آوری پول برای برپایی نمایشگاه، مدونا مرسدس بنز ۱۹۶۳ خود را حراج کرد. این خواننده جمع‌آوری‌کننده عمده آثار مودوتی است. قبل از ارائه آثار مودوتی در ایالات متحده، عکس‌های او درایتالیا، لهستان، آلمان، اتریش و کشورهای دیگر به نمایش گذاشته شدند. بزرگترین نمایشگاه آثار تینا مودوتی را در ۳۰ ژوئن ۲۰۱۰ در وین افتتاح شد. شامل ۲۵۰ عکس که بسیاری از آن‌ها پیش از این هرگز نمایش داده نشده بودند. این نمایشگاه که بر پایه آثار موجود در گالری‌های بیلدرولت(Bilderwelt)، تراکمورتون(Berlin and Spencer Throckmorton) و نیویورک به سرپرستی راینهارد شولتز(Reinhard Schultz.) برگزار شد.

## نگارخانه

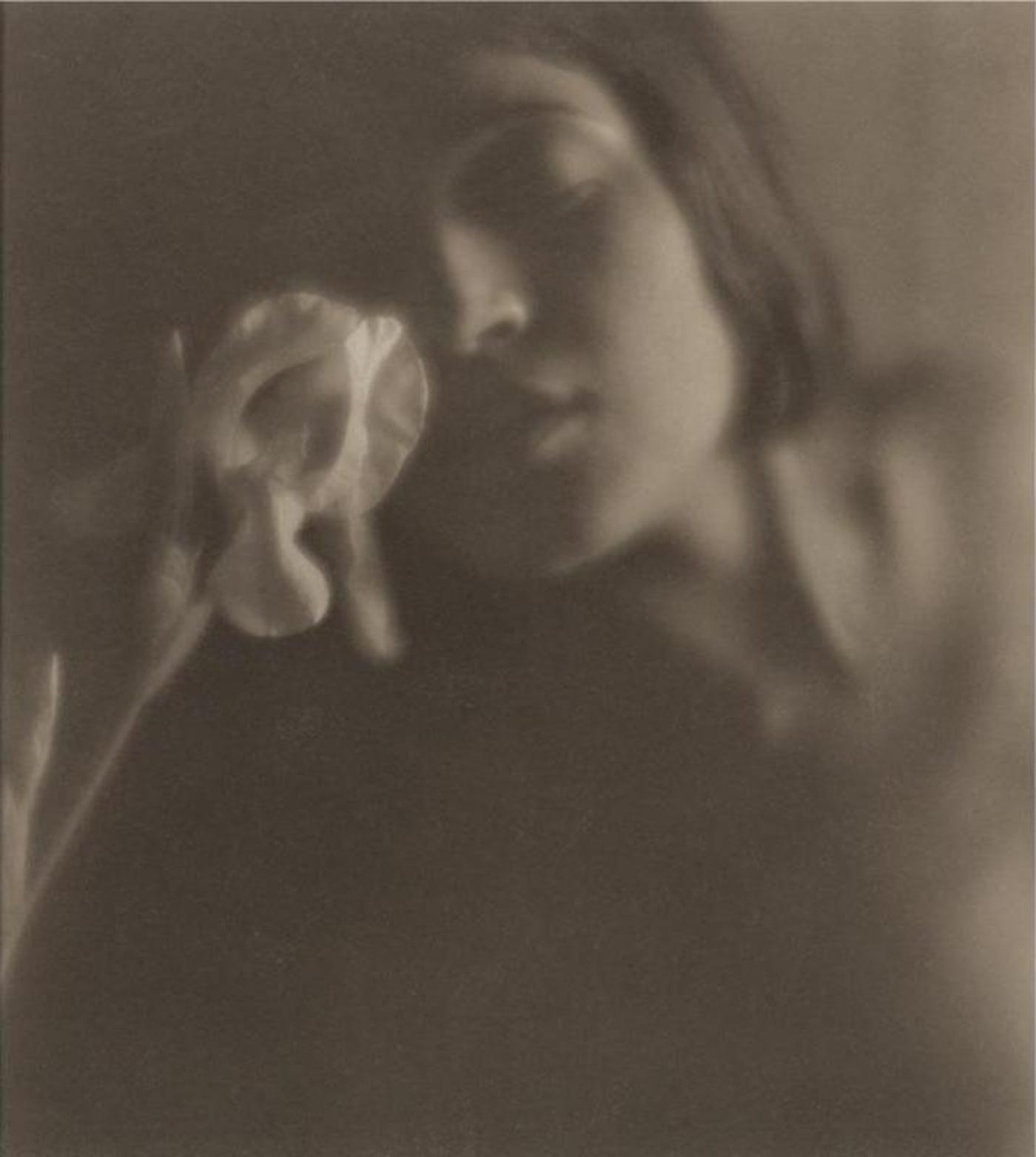
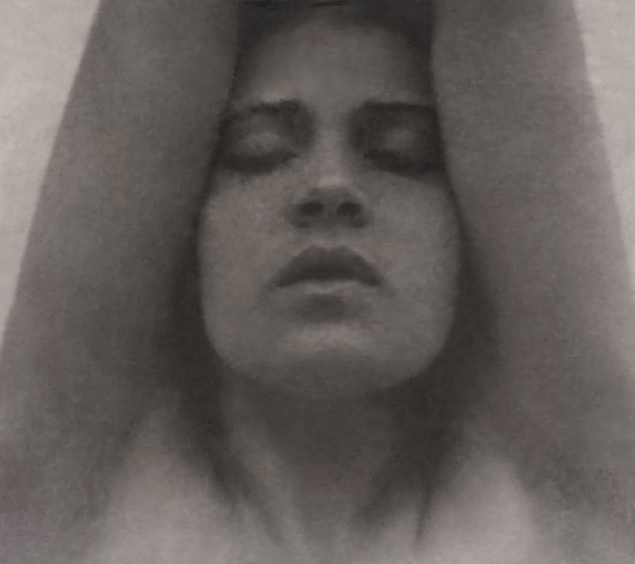
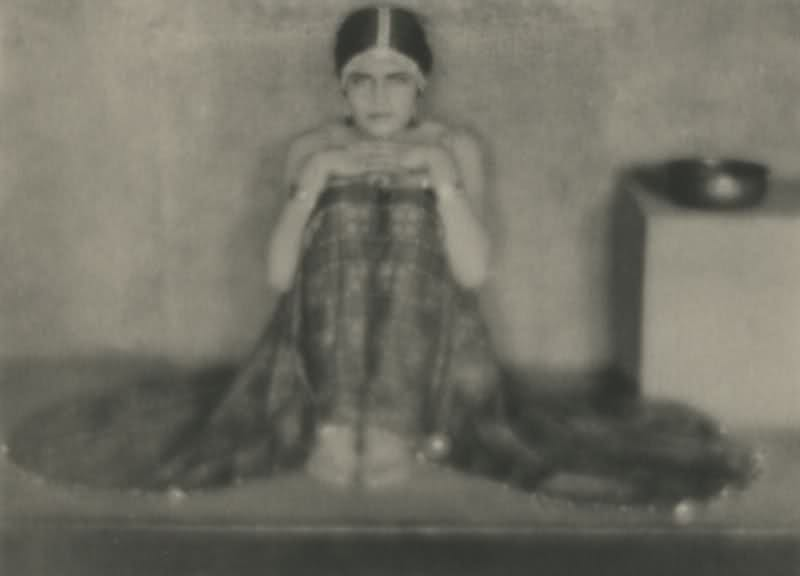
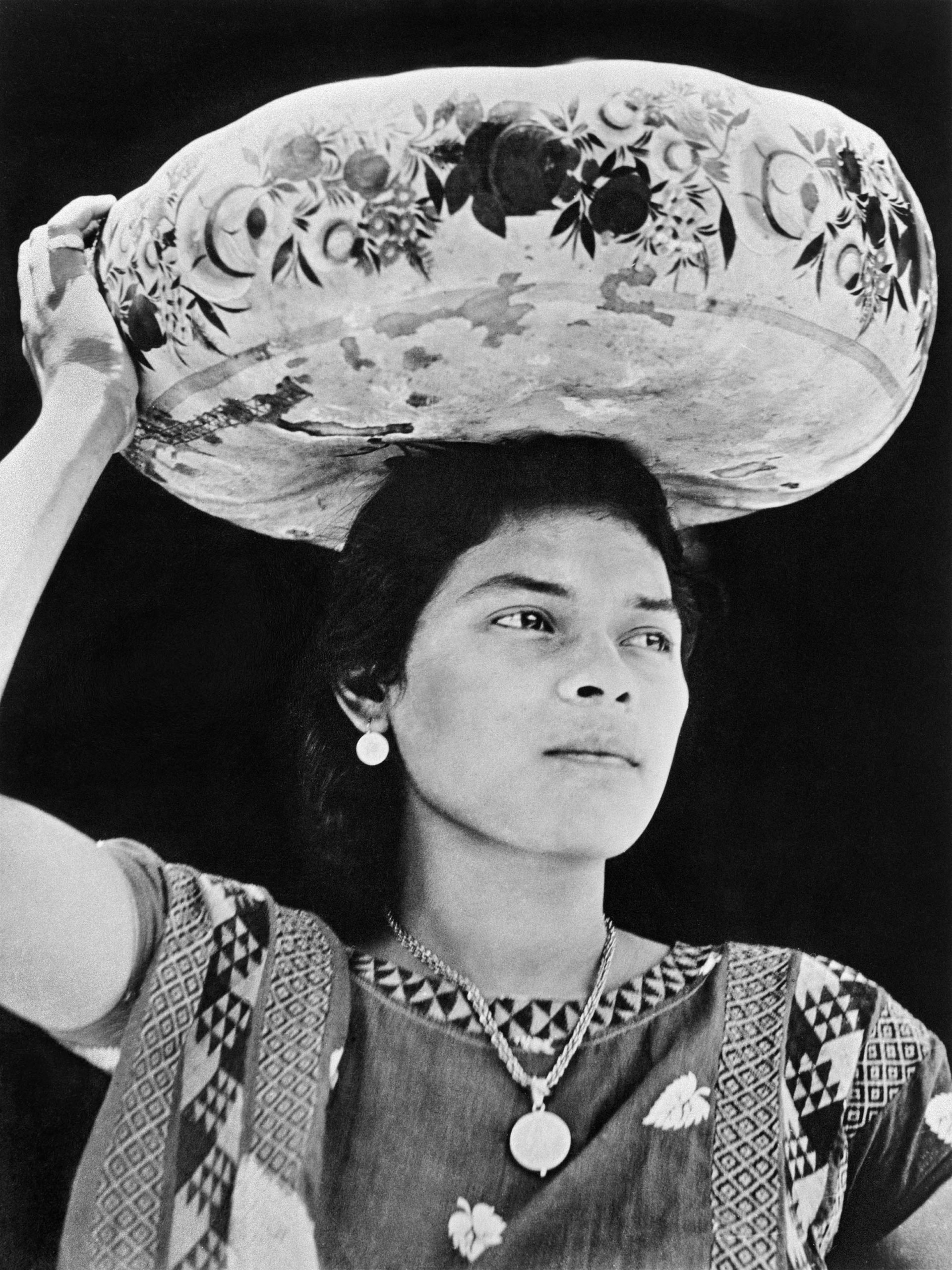